# Margaretha Kettler (1395-1455)

Wapen Kettler / von Ketteler

Margaretha (Grete) von Ketteler (1395-1455). Zij was een dochter van Diederik Ketteler (-1411) en Elisabeth von Oer.
Zij trouwde in 1420 met Koenraad I Staël von Holstein heer van Loburg en ridder in 1428 (1385-1445). Hij was de zoon van Diederik I Staël von Holstein heer van Loburg (1360-) en Adelheid / Kunigunda van Bevern vrouwe van Loburg (1365-).
Uit haar huwelijk zijn de volgende kinderen geboren:
- Jutta Staël von Holstein (ca. 1415 - Münster, 6 oktober 1464) non in het klooster Niesing / klooster Marienthal in Münster
- Diederik Staël von Holstein (ca. 1418 - Münster, 12 januari 1496) domheer in Münster in 1450 en aartsdiaken in de St. Laurentiuskirche te Warendorf in 1494.
- Fredrun Staël von Holstein (ca. 1422 - na 1468) kloosterlinge te Geseke
- Otto Staël von Holstein (ca. 1424 - Münster, 1467)
- Johan Staël von Holstein (ca. 1425 - Münster, 25 februari 1498) domheer in Osnabrück in 1453 en domheer in Münster in 1461
- Gosta Staël von Holstein (ca. 1427 - na 1509). Zij trouwde met Johan von dem Busche drost te Grönenberg in 1490 en heer van Gesmold in 1460 (ca. 1425 - na 1509). Hij sticht in 1485 de vicarie van de St. Petrus Kirche te Gesmold. Johan was een zoon van Lubbert von dem Busche heer van Gesmold en NN von Gustedt. Uit haar huwelijk zijn geen kinderen geboren.
- Rutger Staël von Holstein (1430-1505). Hij trouwde met Agnes von Schade (ca. 1430-). Zij was een dochter van Otto von Schade (ca. 1400-) en NN Valcke (ca. 1405-).

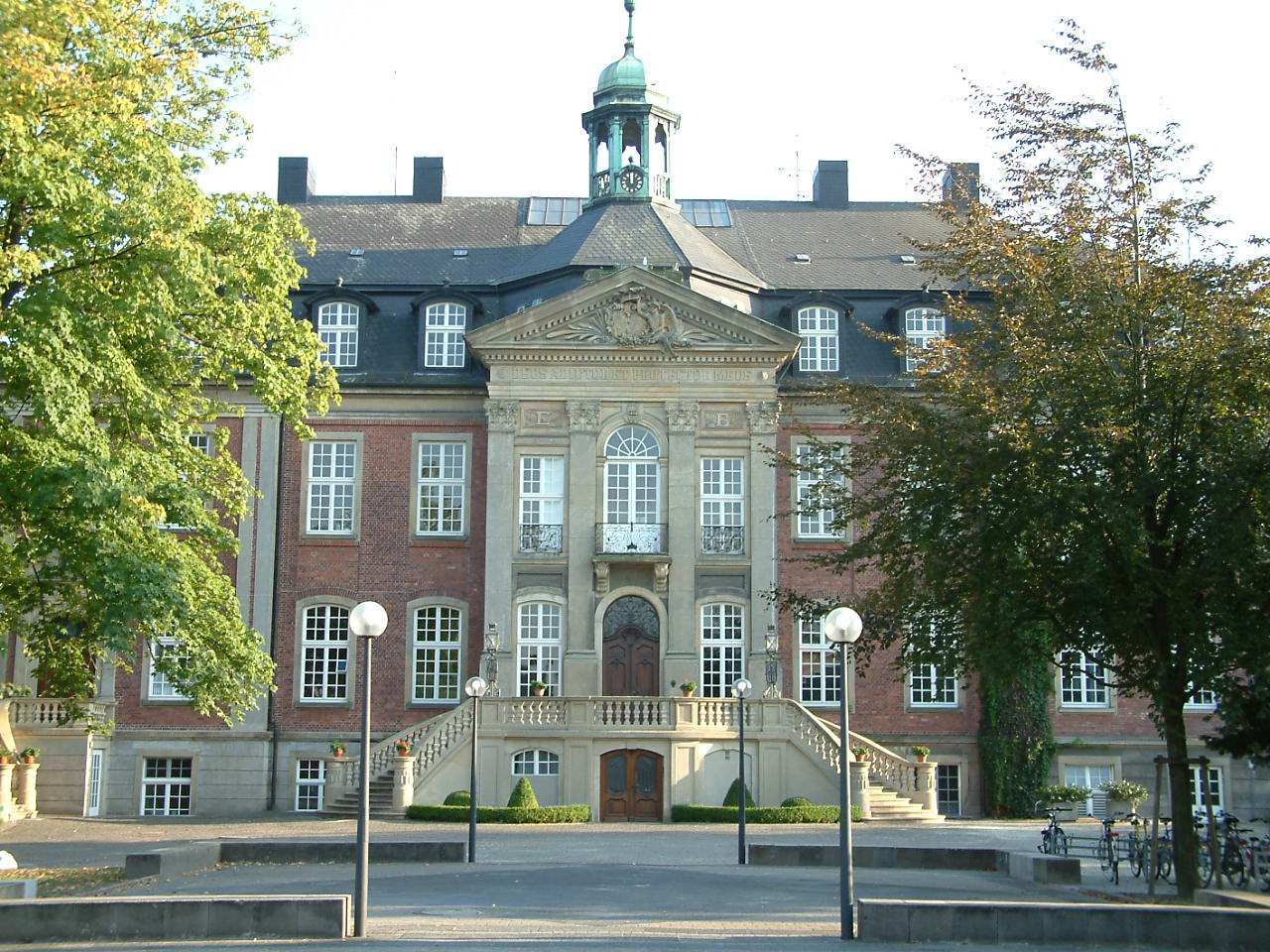
Slot Loburg bij Ostbevern
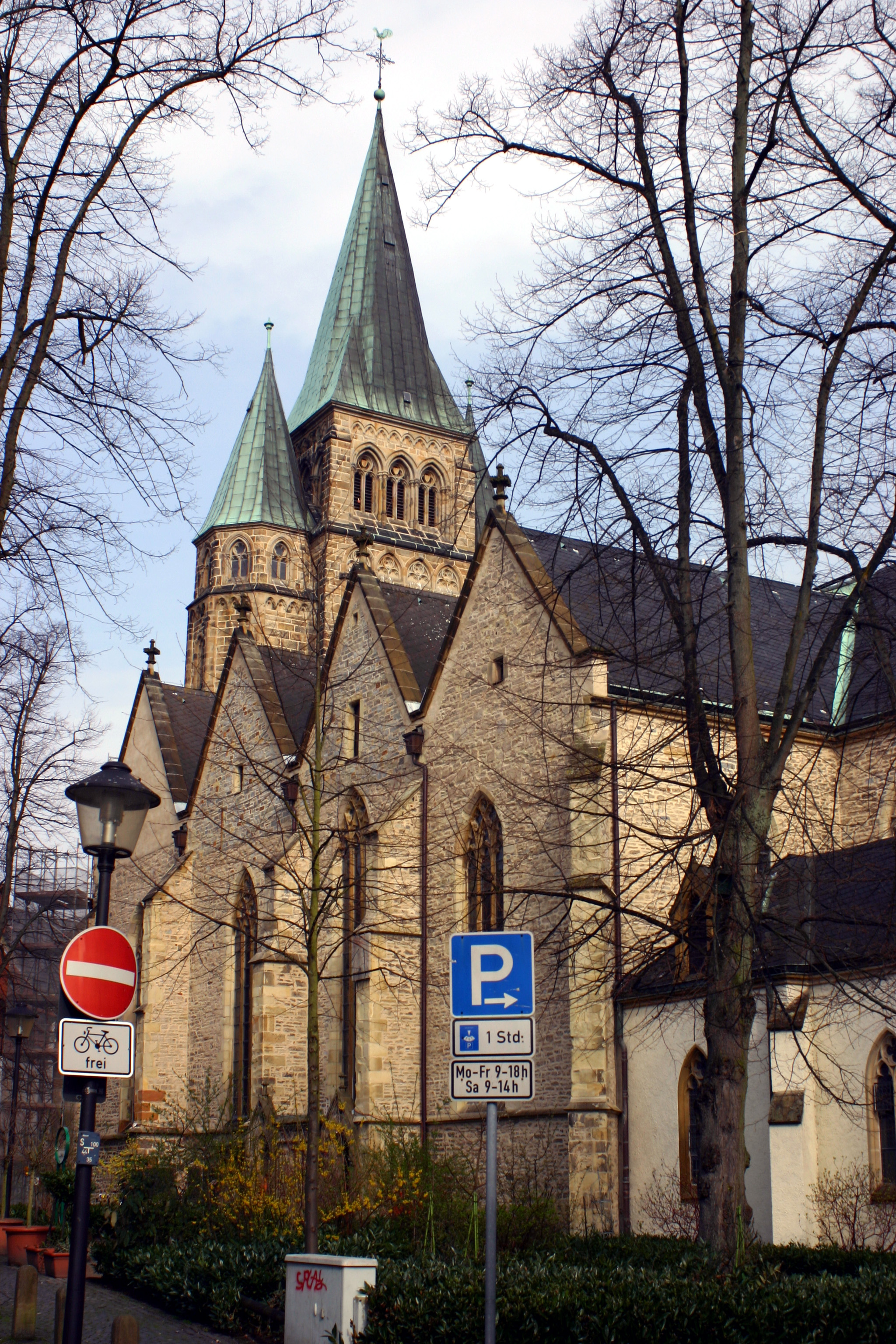
St. Laurentiuskirche Warendorf
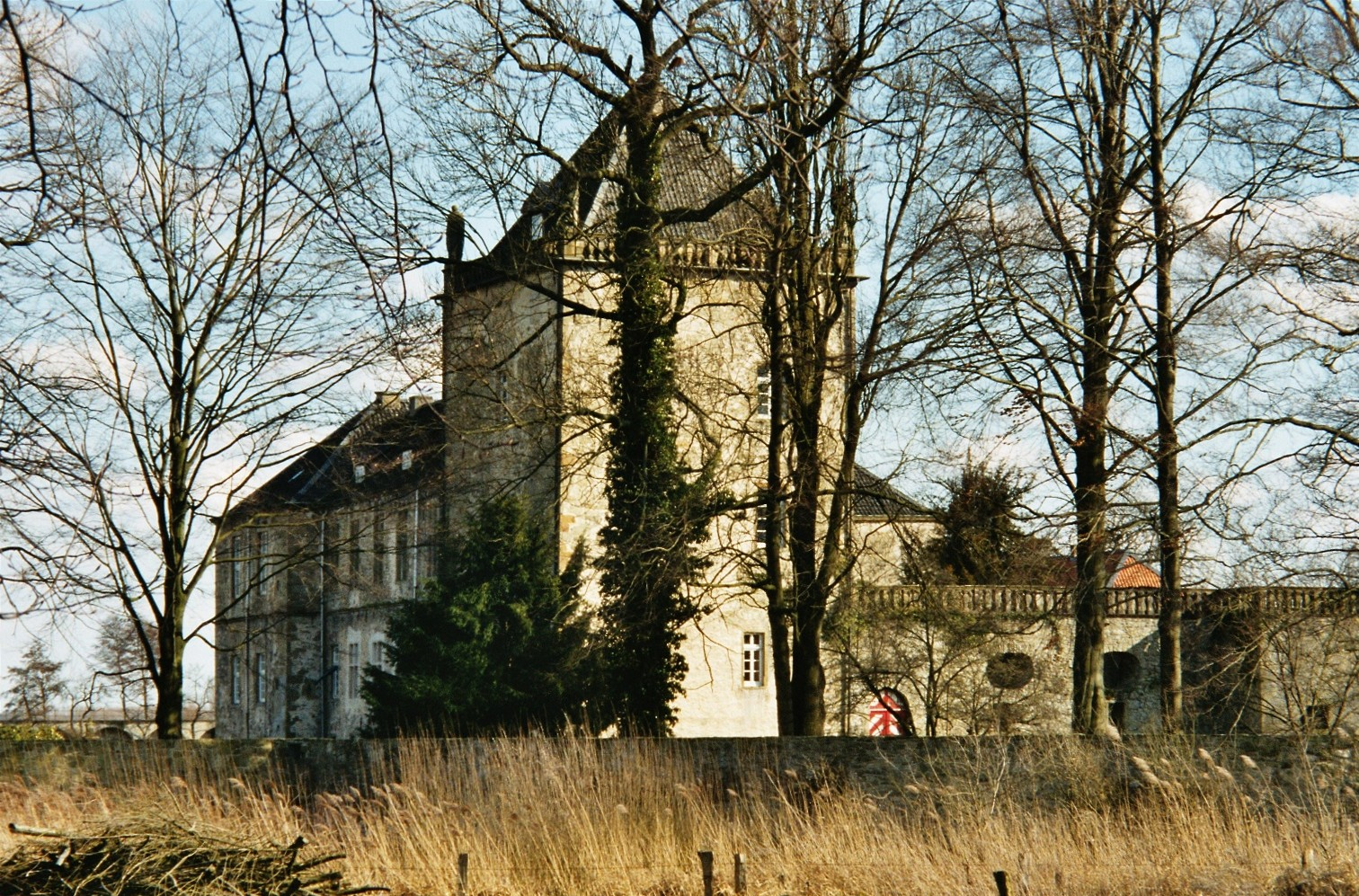
Schloss Gesmold
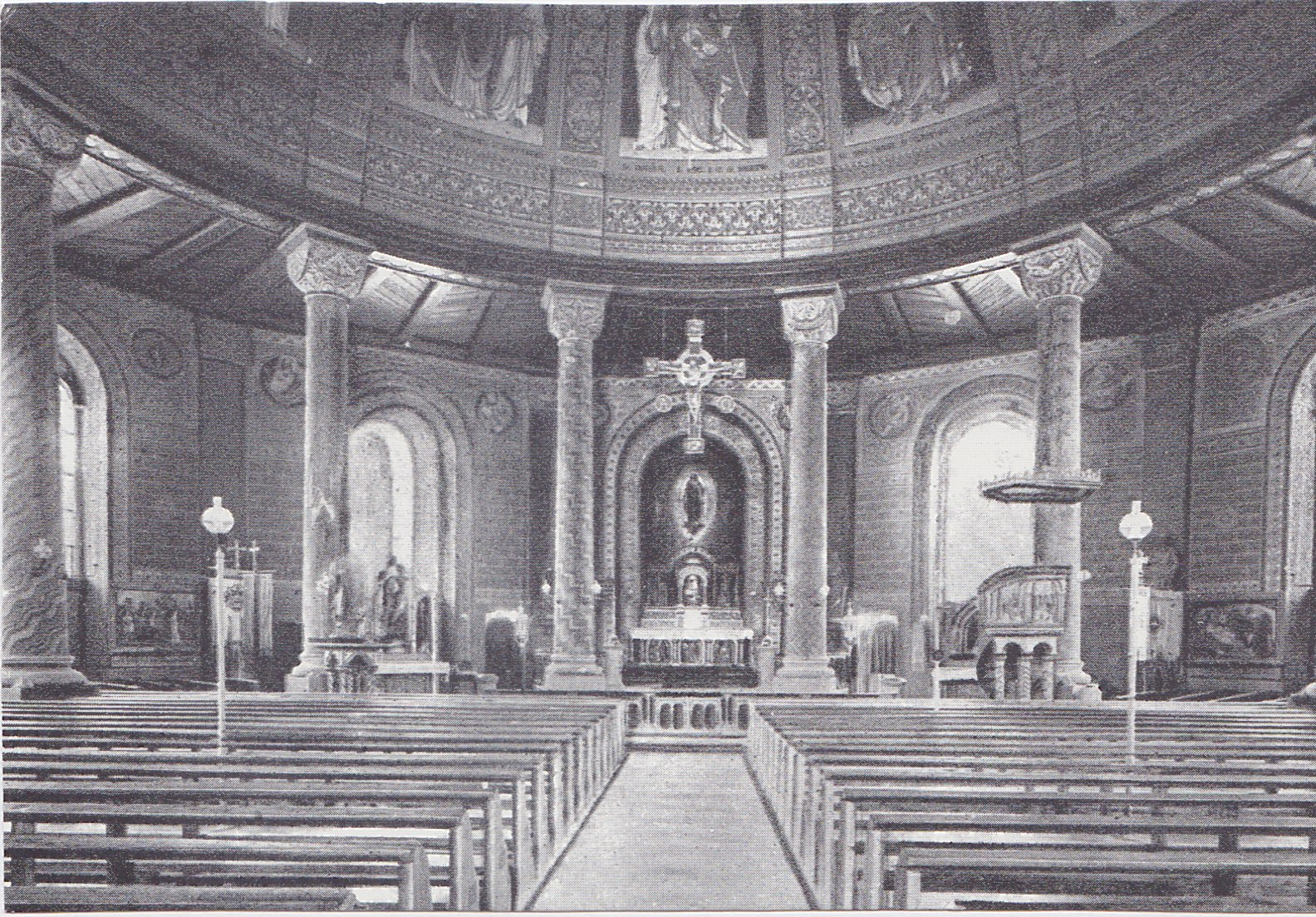
St. Petrus Kirche (1910)

Wapen Staël von Holstein
Wapen von Schade